# Roger Risholt
Roger Risholt, född 10 april 1979, är en norsk före detta fotbollsspelare (mittfältare).
Risholt spelade under sin karriär för Arendal, Jerv, Øyestad, Start, Fredrikstad, AGF Aarhus, Häcken, Tromsø, Kongsvinger, Fredrikstad, GIF Sundsvall, Kristiansund och Sandefjord.